# Leptis Parva
Leptis Parva (nota anche come Leptis Minor, Leptiminus; l'aggettivo era necessario per distinguerla dalla più importante Leptis Magna della Tripolitania) era un'antica città ubicata sulla costa orientale della Tunisia, nei pressi di Monastir, in corrispondenza dell'odierna Lamta.
Di essa non si conserva pressoché nulla.
Nella Tabula Peutingeriana era indicata come Lepteminus.
La città era celebre per il suo garum.

## Storia

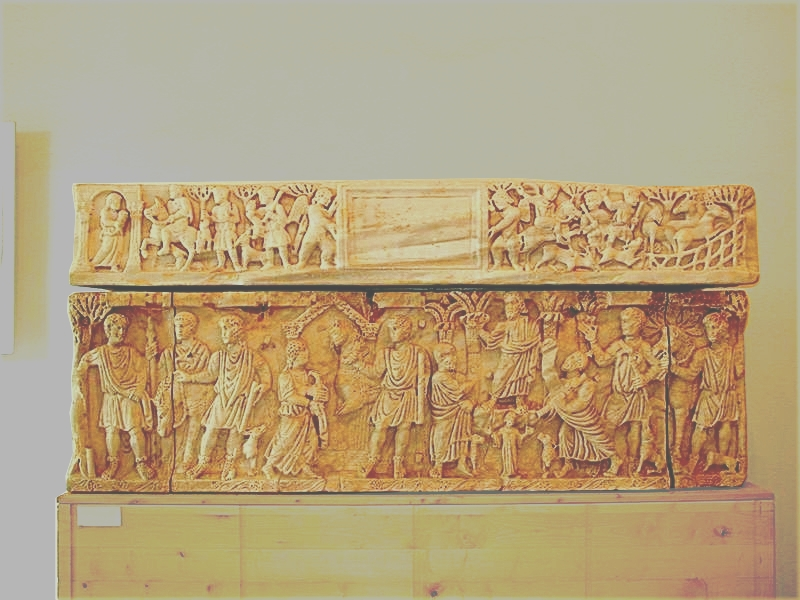
Sarcofago romano esposto al Museo di Lamta

Leptis Parva fu fondata dai Fenici come colonia commerciale nell'VIII secolo a.C., all'incirca nello stesso momento della fondazione di Cartagine.
Se nel periodo fenicio godette di una certa importanza, sotto il dominio punico della regione (circa 600 a.C. - 146 a.C.) la perse in gran parte.
Nel corso della terza guerra punica combatté a fianco dei Romani e, dopo la conquista di Cartagine avvenuta nel 146 a.C., fu inclusa nei possedimenti della Repubblica romana, nella provincia di Africa, come città libera, acquisendo maggior autonomia di quanta ne avesse avuta sotto il dominio punico.
Giulio Cesare la utilizzò come base per le operazioni del 46 a.C., durante la campagna invernale contro i sostenitori di Pompeo guidati da Tito Labieno.
In età paleocristiana divenne sede vescovile. Nel 258 d.C. è ricordato un vescovo della diocesi di Leptimino.
Continuò ad essere una città importante anche in età bizantina e fu una delle più importanti città dell'Africa settentrionale.
Subì lo stesso destino delle altre grandi città, fra le quali Leptis Magna e Cartagine, quando vi fu l'invasione araba nel VII secolo d.C.: la città fu abbandonata e mai più abitata.